# Mother’s Day
Mother’s Day (рус. «День Матери») — четырнадцатый эпизод второго сезона мультсериала «Футурама». Североамериканская премьера этого эпизода состоялась 14 мая 2000 года.

## Сюжет
В «День Матери» Бендер, как и все роботы, покупает множество подарков для Мамочки — основательницы «Дружественной компании роботов». Фрай и Лила помогают Бендеру отнести подарки на завод Мамочки.
Выступая с торжественным обращением, с помощью универсального пульта управления Мамочка приказывает роботам захватить мир. Роботы перестают подчиняться людям, и люди становятся совершенно беспомощными. Когда хаос на улицах охватывает весь город, Уолт, Ларри и Игнар, сыновья Мамочки, узнают от неё, что этот поступок вызван ненавистью к профессору Хьюберту Фарнсворту, который много лет назад разбил ей сердце.
Сыновья Мамочки приходят к команде «Межпланетного экспресса» и просят профессора выкрасть пульт управления роботами — для этого ему надо соблазнить Мамочку. Уолт, Ларри и Игнар предлагают организовать встречу Мамочки и профессора в небольшом домике, находящемся в Бронксе.
Чтобы добраться до Бронкса, Фраю приходится вновь изобрести колесо (которое, правда, получается эллиптической формы). На самодельной повозке команда добирается до Бронкса. Профессор, готовый для соблазнения, заходит в дом к Мамочке и в порыве страсти занимается с ней сексом, забыв про своё задание.
Тем временем восставшие сельские роботы, уничтожающие всё на своём пути, загоняют всю команду Межпланетного экспресса в дом к Мамочке и пытаются штурмом разнести его. Бендер вместе с товарищем Поздравительной открыткой проникают в дом. Узнав, что в случае победы роботов спиртного больше не будет, Бендер помогает достать бюстгальтер, в котором остался пульт управления роботами. Мамочка отключает роботов, которые к тому времени уже пробили стену в доме. Жизнь возвращается в нормальное состояние, а Мамочка бросает Фарнсворта когда она все таки узнает причину его прибытия.

## Персонажи
Список новых или периодически появляющихся персонажей сериала
- Мамочка
- Уолт, Ларри и Игнар
- Морбо
- Линда
- Калькулон
- Разрушитель
- Малыш Тимми
- Разрушительница
- Юморбот 5.0
- Сэл
- Секс-бомба
- Дебют: Товарищ Поздравительная открытка

## Изобретения будущего
- Денежный магнит (англ. Cash magnet) — устройство, позволяющее вытягивать из письма имеющуюся в нём наличность, причем не только монеты, но и купюры. Денежным магнитом обрабатываются все поздравительные письма, пришедшие в адрес Мамочки до того, как их переработают в «Туалетную бумагу сиротского класса».
- Изобретения людей после начала бунта машин: «Острый камень на палке»(копьё), «Колесо Фрая» и «Повозка».

## Интересные факты